# José Ángel Ávila Pérez
José Ángel Ávila Pérez (Ciudad de México; 7 de octubre de 1956) es un político mexicano, Comisionado de Prevención y Readaptación Social desde julio de 2019,Secretario de Gobierno del Distrito Federal del 5 de diciembre de 2006 al 28 de marzo de 2012.
Su infancia y juventud las vivió en la colonia Vertiz-Narvarte, toda su vida ha vivido en la Ciudad de México. Está casado y tiene tres hijos.
Estudió la carrera de Derecho en la Escuela Libre de Derecho y es servidor público desde 1977.

## Servidor Público
Tiene experiencia en diversos cargos de la administración pública así como en el ámbito político.
A partir del 16 de julio de 2019 es Comisionado de Prevención y Readaptación Social.
Fue Secretario General del Centro Nacional de Inteligencia, Diputado al Congreso de la Unión en la LXII Legislatura y Secretario de Gobierno en la administración de Marcelo Ebrard Casaubon con quien colaboró durante 25 años.
Dentro de las funciones más importantes que ha desempeñado destacan:
- Representante de la coalición Por el Bien de Todos ante el Instituto Electoral del Distrito Federal (IEDF), en 2006.
- Coordinador de asesores y coordinador de proyectos especiales del secretario de Seguridad Pública de 2002 a 2005.
- Representante del Partido del Centro Democrático ante el Instituto Federal Electoral (IFE) en 1999.
- Coordinador de asesores del Secretario General de Gobierno, del Departamento del Distrito Federal entre 1992 y 1993.
- Director general de Proyectos Institucionales del Departamento del Distrito Federal.
- Subdelegado de Desarrollo Social en la delegación Benito Juárez, en 1989.
- Director de Legislación y Consulta de la Secretaría de Salud, entre 1987 y 1988.
- Subdirector y Director de Servicios Jurídicos del Instituto Nacional para la Educación de los Adultos entre 1981 y 1984.